# Distretto di Urla
Il distretto di Urla (in turco Urla ilçesi) è uno dei distretti della provincia di Smirne, in Turchia.